# Panaspis togoensis
Espèce
Synonymes
- Lygosoma togoense Werner, 1902
- Lygosoma kitsoni Boulenger, 1913
- Panaspis kitsoni (Boulenger, 1913)
- Lygosoma spurelli Boulenger, 1917
- Lygosoma dahomeyense Chabanaud, 1917

Statut de conservation UICN

 LC  : Préoccupation mineure
Panaspis togoensis est une espèce de sauriens d'Afrique appartenant à la famille des Scincidae.

## Description
D’une longueur totale jusqu’à 14 cm dont 5-6 cm pour celle museau-cloaque. La tête est couverte de plaques symétriques et la pupille ronde. L’ouverture tympanique est petite mais bien visible. Les écailles dorsales sont lisses. Les membres possèdent chacun 5 petits doigts. La queue est proportionnellement longue : sa longueur est de 1,3 à 1,6 fois la distance museau-cloaque. La coloration dorsale est brune vers l’avant puis progressivement rougeâtre vers l’arrière. La queue et la base des pattes postérieures sont habituellement rouges à marron. La partie antérieure des flancs est plus sombre que le dos et finalement le dessous de la tête et du corps est entièrement blanchâtre. Il peut être confondu avec P. tristaoi, le Scinque de Tristao, également présent sur la zone. Chez ce dernier, les mâles ont la gorge noir profond. Notons que P. tristaoi n’a pas d’écailles supranasales (critère pour naturaliste averti).

## Répartition et habitat
Cette espèce se rencontre au Sénégal, en Côte d'Ivoire, en République centrafricaine, au Nigeria, au Cameroun, au Ghana, au Bénin, au Burkina Faso, au Niger et dans la chaine du Rwenzori en République démocratique du Congo. Sa présence est incertaine au Tchad. On la trouve en zone de savanes soudanienne et guinéenne.
Cette espèce affectionne la litière des feuilles et se tient surtout dans des zones où la proximité de l’eau et une bonne couverture arborée maintiennent le plus d’humidité au sol. À noter que l'aire de répartition du Scinque de Tristao ne dépasse pas le Ghana, depuis le Sénégal aussi.  

## Étymologie
Son nom d'espèce, composé de togo et du suffixe latin -ensis, « qui vit dans, qui habite », lui a été donné en référence au lieu de sa découverte : le Togoland.

## Publications originales
- (en) Boulenger, 1913 : Descriptions of new lizards in the collection of the British Museum. Annals and Magazine of Natural History, sér. 8, vol. 12, p. 563-565 (texte intégral).
- (de) Werner, 1902 : Ueber westafrikanische Reptilien. Verhandlungen der Kaiserlich-Königlichen Zoologisch-Botanischen Gesellschaft in Wien, vol. 52, p. 332-348 (texte intégral).